# امفنول
امفنول (انگلیسی: Amphenol) شرکت الکترونیک آمریکایی است، که در سال ۱۹۳۲ توسط آرتور جی. اشمیت تأسیس شد.